# Enchastrayes
Enchastrayes település Franciaországban, Alpes-de-Haute-Provence megyében. Lakosainak száma 397 fő (2022. január 1.). Enchastrayes Barcelonnette, Faucon-de-Barcelonnette, Jausiers és Uvernet-Fours községekkel határos.

## Népesség
A település népességének változása:
| Lakosok száma | 322  | 437  | 474  | 439  | 396  | 391  | 396  | 388  | 385  | 397  |
|               | 1968 | 1982 | 1990 | 2006 | 2013 | 2015 | 2017 | 2019 | 2020 | 2022 |